# 桑學夔
桑學夔（？—？），字世澄，山東東昌府濮州人，明朝政治人物。

## 生平
萬曆元年（1573年）癸酉科山東鄉試舉人。萬曆二十年（1592年），登壬辰科第三甲第一百十六名進士。授武进县知县，考选兵部职方司主事，二十九年三月因推补总兵官迟缓，遵旨降调，复革职为民。泰昌元年（1620年）起南京兵部职方司主事，天啓元年（1621年）二月升光禄寺寺丞，四月升南京光禄寺少卿，二年七月升应天府府丞，四年六月以太常寺卿致仕。

## 家族
曾祖桑溥；祖父桑紹芳；父桑止己。